# Nansen-Eistafel
Die Nansen-Eistafel ist ein Schelfeis an der Scott-Küste des ostantarktischen Viktorialands. Es wird durch den Priestley- und Reeves-Gletscher gespeist und stößt an die Nordseite der Drygalski-Eiszunge. 
Teilnehmer der Nimrod-Expedition (1907–1909) unter der Leitung des britischen Polarforschers Ernest Shackleton entdeckten die Eistafel. Das Gebiet wurde später von Teilnehmern der britischen Terra-Nova-Expedition (1910–1913) eingehender untersucht. Der australische Geologe Frank Debenham gab der Formation den Namen Nansen Sheet (englisch für Nansen-Tafel) in Anlehnung an den nahegelegenen Mount Nansen.